# Navman

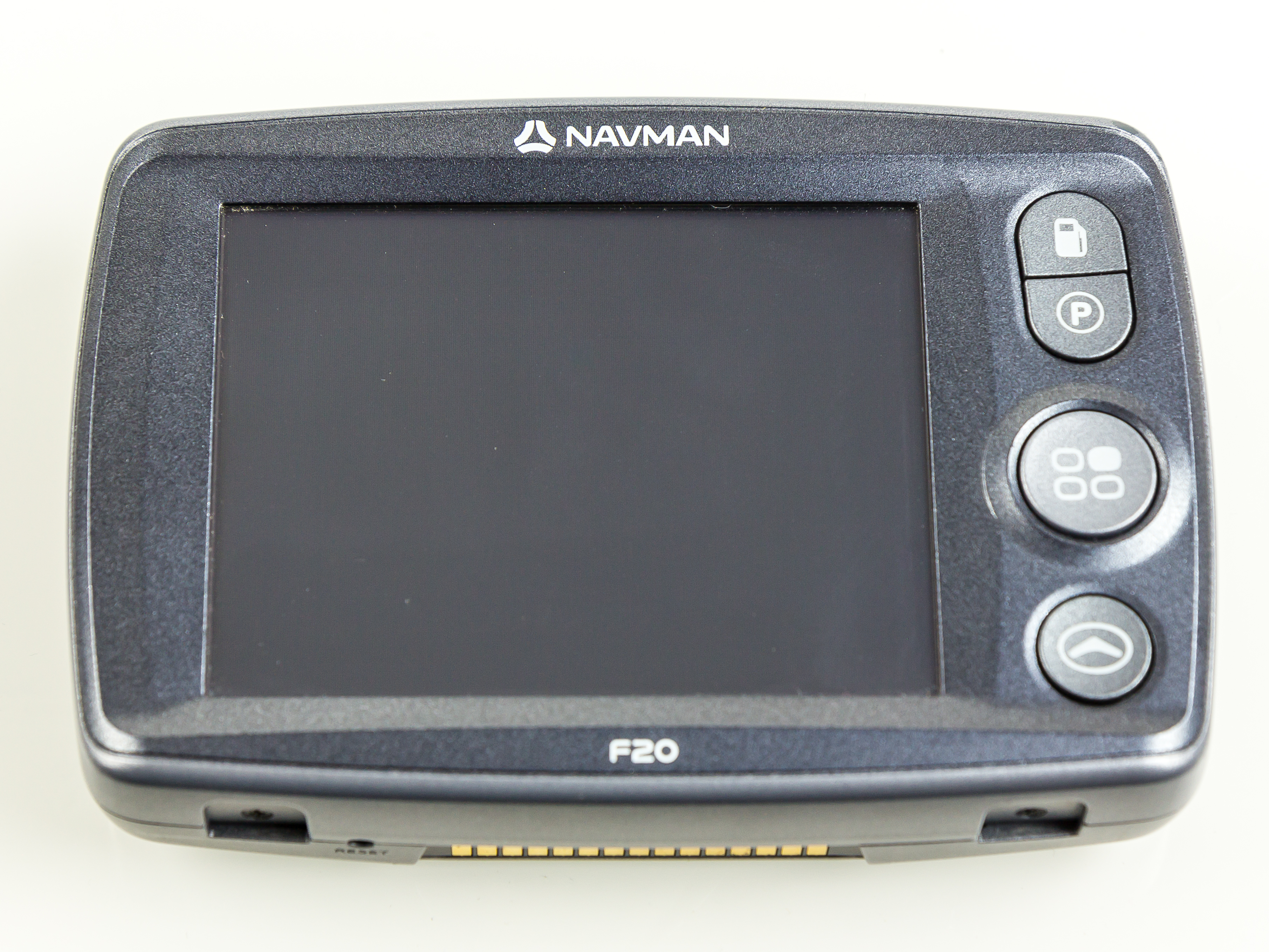
Navman F20

Navman is een in Nieuw-Zeeland gevestigde onderneming van GPS-systemen en -oplossingen. Het ontwikkelt stand-alone navigatiesystemen, navigatiesoftware en navigatiesystemen voor het gebruik op schepen. 
De maritieme divisie van Navman vervaardigt visscholen opsporingsapparatuur, sonar-, VHF-radio's, automatische piloten en zeilinstrumenten.
Navman neemt als elektronicafabrikant een unieke positie in, meer dan 500 personeelsleden zijn betrokken bij het ontwerp, ontwikkeling en vervaardiging van producten met inbegrip van satellietnavigatieontvangers (GPS), grafische plotters, meetapparatuur voor brandstofstromen, bootsnelheidmeters, diepte- en windmeetinstrumenten, automatische piloten en opsporingsapparatuur voor visscholen.
Satellietnavigatietechnologie is vanaf het begin altijd een kerntechnologie voor de producten van Navman geweest. Het bedrijf onderkent de behoefte aan toepassingen in het vervoer, recreatie, onderzoek en persoonlijke informatie. De productwaaier van Navman biedt een volledige lijn van kosteneffectieve en flexibele GPS-productconfiguraties met toepassingen zo divers als het volgen van een commerciële vloot en goedkope autonavigatiesystemen voor de consument, zoals de iCN-reeks.